# NN-109
La carretera NN‑109 es una vía colectora secundaria del departamento de Chontales que conecta el municipio de El Coral con comunidades rurales como El Túnel. Su función principal es facilitar la comunicación intercomarcal y el acceso a servicios básicos en la zona sur del departamento.

## Trazado y cruces
| km   | Localidad / Punto | Departamento | Conexión / Ruta |
| ---- | ----------------- | ------------ | --------------- |
| 0,0  | El Coral          | Chontales    | Camino vecinal  |
| 14,1 | El Túnel          | Chontales    | Camino local    |

## Coordenadas
Uno de los tramos de la NN‑109 puede ser encontrado en las coordenadas: 11°50′26″N 84°25′38″O / 11.8405, -84.4271